# تپه برزلیق
تپه برزلیق مربوط به دوره اشکانیان و دوره ساسانیان است و در شهرستان میانه، بخش ترکمن چای، دهستان بروانان شرقی، ۱/۵ کیلومتری جنوب غربی روستای برزلیق واقع شده و این اثر در تاریخ ۲۷ آبان ۱۳۸۶ با شمارهٔ ثبت ۲۰۱۹۸ به‌عنوان یکی از آثار ملی ایران به ثبت رسیده است.